# Gordias

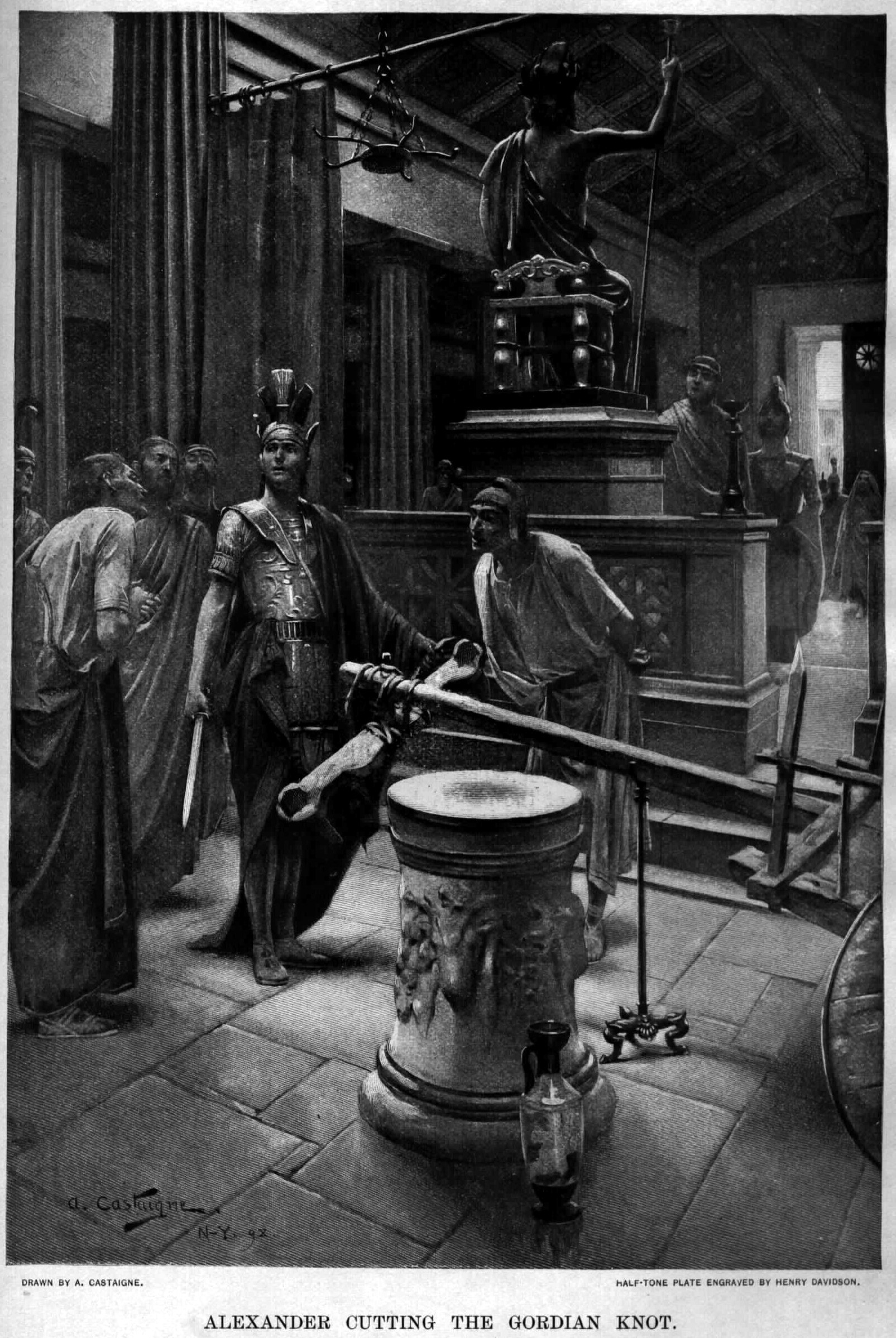
Alejandro Magno cortando el nudo gordiano. Obra de Andre Castaigne (1898-1899)

Gordias era un nombre usado por la realeza en la historia mítica de Frigia. Sus reyes empleaban alternativamente los nombres de Gordias y Midas. El primer Gordias conocido fue un campesino, supuestamente del siglo IX a. C., que un día vio cómo se posaba un águila sobre su arado, lo que interpretó como un presagio de que un día sería rey. El oráculo de Sabazios lo confirmó del siguiente modo: hallándose los frigios sin rey, consultaron al oráculo, que les dijo que proclamaran rey al primero que llegara al templo en una carreta. Este fue Gordias, que conducía su carreta de bueyes.
Heródoto menciona a Gordias como rey de Frigia y antecesor de Midas, pero no hay mayores referencias en su obra.
Gordias fundó la ciudad de Gordio, que llegó a ser la capital de Frigia. Su carreta fue conservada en la acrópolis, con su yugo asegurado en un intrincado nudo, llamado nudo gordiano. La leyenda decía que quien pudiera deshacerlo, sería dueño de Asia. Nadie lo consiguió hasta que Alejandro Magno lo cortó con su espada en 333 a. C.